# Religioni in Lussemburgo

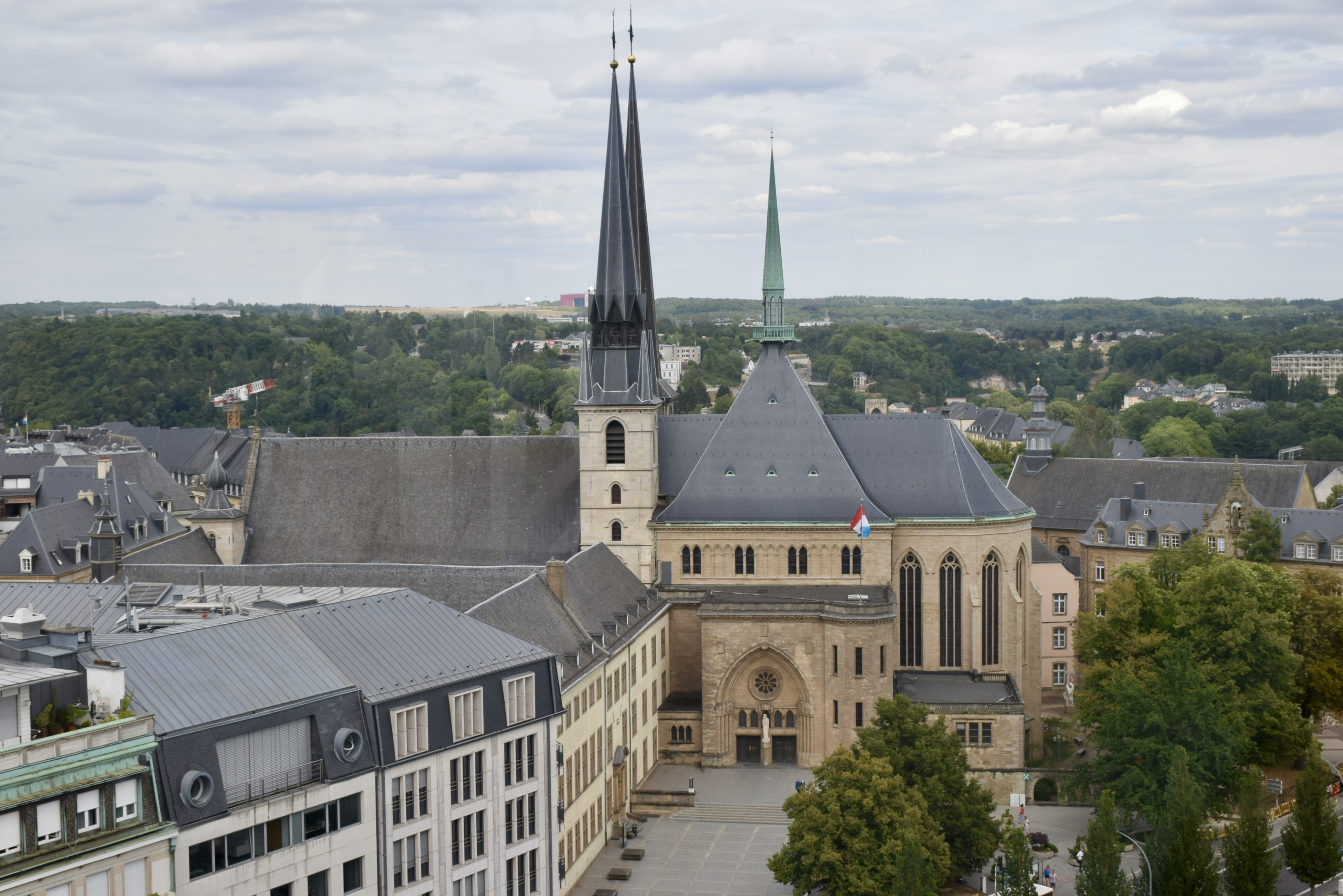
Cattedrale di Notre-Dame a Lussemburgo

Il cristianesimo è la religione più diffusa in Lussemburgo. Secondo stime del Pew Research Center riferite al 2010 dando i cristiani rappresentano il 70,4% della popolazione e sono in maggioranza cattolici; i musulmani rappresentano il 2,3% della popolazione, coloro che seguono altre religioni lo 0,5% della popolazione e coloro che non seguono alcuna religione il 26,8% della popolazione. Stime dell'Association of Religion Data Archives (ARDA) riferite al 2015 danno i cristiani al 68,2% della popolazione, i musulmani al 2% circa della popolazione, coloro che seguono altre religioni allo 0,5% circa della popolazione e coloro che non seguono alcuna religione al 28,8% della popolazione, mentre lo 0,5% della popolazione non dichiara la propria affiliazione religiosa.
La costituzione riconosce la libertà religiosa e stabilisce la separazione fra stato e religioni. Le organizzazioni religiose non hanno l'obbligo di registrarsi e sono libere di praticare il culto nelle loro chiese, ma le riunioni pubbliche all’aperto sono soggette alle leggi e regolamenti di polizia. I matrimoni religiosi devono essere preceduti da una cerimonia civile per essere riconosciuti dallo stato. Il governo ha stipulato una convenzione con sei gruppi religiosi: Chiesa cattolica, cristianesimo ortodosso (gruppo che comprende quattro Chiese), anglicanesimo, protestantesimo (gruppo che comprende due Chiese, la Chiesa protestante del Lussemburgo e la Chiesa protestante riformata del Lussemburgo), Comunità ebraica e Comunità islamica. I sei gruppi convenzionati possono avere agevolazioni fiscali e ricevere fondi governativi. Le organizzazioni religiose non convenzionate con lo stato possono operare liberamente, ma senza i vantaggi delle organizzazioni convenzionate. Nelle scuole pubbliche non è previsto l'insegnamento della religione, ma gli studenti devono seguire un corso di etica, in cui ci sono riferimenti alle religioni esaminate principalmente sotto il profilo storico.

## Religioni presenti

### Cristianesimo
Secondo stime dell'ARDA del 2015, i cattolici rappresentano circa il 65,3% della popolazione, i protestanti circa l'1,4% della popolazione e gli ortodossi circa lo 0,3% della popolazione, mentre i cristiani di altra denominazione rappresentano circa l'1,2% della popolazione.
La Chiesa cattolica è presente in Lussemburgo con l’Arcidiocesi di Lussemburgo, che comprende tutto il territorio del Paese.
La Chiesa ortodossa è presente in Lussemburgo con la Chiesa greco-ortodossa, la Chiesa ortodossa russa, la Chiesa ortodossa serba e la Chiesa ortodossa rumena. Queste quattro Chiese sono riconosciute dal governo.
La maggiore denominazione protestante presente in Lussemburgo è la Chiesa protestante del Lussemburgo, una Chiesa unita che raggruppa luterani e calvinisti, seguita dalla Chiesa riformata protestante del Lussemburgo, che appartiene alle Chiese riformate. I luterani e i calvinisti sono rappresentati nel Paese anche dalla Chiesa evangelica in Germania e dalla Chiesa protestante nei Paesi Bassi. Tra le maggiori denominazioni protestanti nel Paese c'è anche la Chiesa anglicana. Sono inoltre presenti valdesi, pentecostali e avventisti del settimo giorno.

## Islam
I musulmani presenti nel Paese sono in maggioranza sunniti, con una piccola minoranza di sciiti. La grande maggioranza dei musulmani in Lussemburgo è originaria dei Balcani, in particolare da Bosnia ed Erzegovina, Serbia, Montenegro, Kosovo e Albania, mentre cospicue minoranze sono originarie di Maghreb e Turchia.

### Altre religioni
In Lussemburgo sono presenti l'ebraismo (riconosciuto dallo stato) e la religione bahai. Vi sono anche piccoli gruppi che seguono il buddhismo e l'induismo.